# Radecznica (Zamość)
Pour les articles homonymes, voir Radecznica.
Radecznica  (prononciation [radɛt͡ʂˈnit͡sa]) est un village de la gmina de Radecznica, du powiat de Zamość, dans la voïvodie de Lublin, situé dans l'est de la Pologne. 
Il est le siège administratif (chef-lieu) de la gmina rurale de Radecznica.
Radecznica se situe à environ 30 kilomètres à l'ouest de Zamość (siège du powiat) et 60 kilomètres au sud de Lublin (capitale de la voïvodie).
Sa population s'élevait approximativement à 920 habitants en 2006.

## Histoire
Radecznica est une célèbre sanctuaire de saint Antoine de Padoue. Dans l'année 1664 il est apparu ici et commandé la construction d'une église. Plusieurs miracles se sont produits bientôt, d'après la commission théologique nommée par l'évêque. Ensuite un couvent de l'Ordre des Frères mineurs a été fonde. Depuis ce temps Radecznica était un site de pèlerinage important, jusqu'à aujourd'hui. Dans l'année 2015 le Pape François a honoré le avec le titre de basilique mineure.

## Administration
De 1975 à 1998, le village est attaché administrativement à l'ancienne voïvodie de Zamość.

Depuis 1999, il fait partie de la nouvelle voïvodie de Lublin.